# Buvaysar Saytiev
Buvaysar Khamidovich Saytiev (en russe : Бувайсар Хамидович Сайтиев, Bouvaïsar Khamidovitch Saïtiev ; en tchétchène : Сайтин Хьамидан кӏант Бувайсар[réf. nécessaire], Saytin Ẋamidan khant Buvaysar) est un lutteur russe d'origine tchétchène, né le 11 mars 1975 à Khassaviourt (RSSA du Daghestan, RSFS de Russie, URSS) et mort le 2 mars 2025 à Moscou (Russie), triple médaillé d'or aux Jeux olympiques.

## Biographie
Buvaysar Saytiev est le frère ainé du lutteur Adam Saytiev.
Selon les données préliminaires du canal télégraphique Baza, Buvaysar Saytiev est admis dans un hôpital moscovite dans l'après-midi du 2 mars 2025, soupçonné d'avoir été empoisonné, et est décédé d'un arrêt cardiaque, tandis que d'autres sources suggèrent qu'il serait tombé d'une fenêtre chez lui au troisième étage d'un immeuble.

## Palmarès

### Jeux olympiques
- Médaille d'or en catégorie des moins de 74 kg aux Jeux olympiques d'été de 1996 à Atlanta
- Médaille d'or en catégorie des moins de 74 kg aux Jeux olympiques d'été de 2004 à Athènes
- Médaille d'or en catégorie des moins de 74 kg aux Jeux olympiques d'été de 2008 à Pékin

### Championnats du monde
- Médaille d'or en catégorie des moins de 74 kg aux Championnats du monde de lutte 1995 à Atlanta
- Médaille d'or en catégorie des moins de 76 kg aux Championnats du monde de lutte 1997 à Krasnoïarsk
- Médaille d'or en catégorie des moins de 76 kg aux Championnats du monde de lutte 1998 à Téhéran
- Médaille d'or en catégorie des moins de 76 kg aux Championnats du monde de lutte 2001 à Sofia
- Médaille d'or en catégorie des moins de 74 kg aux Championnats du monde de lutte 2003 à New York
- Médaille d'or en catégorie des moins de 74 kg aux Championnats du monde de lutte 2005 à Guangzhou

### Championnats d'Europe
- Médaille d'or en catégorie des moins de 74 kg aux Championnats d'Europe de lutte 1996 à Budapest
- Médaille d'or en catégorie des moins de 76 kg aux Championnats d'Europe de lutte 1997 à Varsovie
- Médaille d'or en catégorie des moins de 85 kg aux Championnats d'Europe de lutte 1998 à Bratislava
- Médaille d'or en catégorie des moins de 76 kg aux Championnats d'Europe de lutte 2000 à Budapest
- Médaille d'or en catégorie des moins de 76 kg aux Championnats d'Europe de lutte 2001 à Budapest
- Médaille d'or en catégorie des moins de 74 kg aux Championnats d'Europe de lutte 2006 à Moscou